# Мокгвітсі Масісі
Мокгвітсі Масісі (англ. Mokgweetsi Eric Keabetswe Masisi; Сетсвана Mokgweetsi Eric Keabetswe Masisi); нар. 21 липня 1962, Ботсвана) — 5-й президент Ботсвани, 8-й віцепрезидент Ботсвани (12 листопада 2014 — 1 квітня 2018). Він також обіймав посаду міністра освіти з 2014 року, а раніше був міністром у справах Президента і державного управління в 2011—2014 роках. Був вперше обраний до парламенту в 2009 році.

## Життя і кар'єра
Мокветсі Масісі син Едісона Сетлхомо Масісі (1923—2003), який довгий час був депутатом. Масісі виріс в Габороне, навчався у початковій школі Торнхілл та школі Maru A Pula. У школі він приділяв увагу футболу і тенісу, але в кінцевому підсумку знайшов акторство своїм покликанням. В 1984 році він отримав визнання як виконавець головної ролі у новелі Cry the Beloved Country, і отримав високу оцінку під час відвідування Алан Патон вистави. В 1980-х роках він грав в численних театральних постановках, а також знімався в південноафриканських фільмах.
У 1980-х роках Масісі був викладачем соціальних наук в середній школі протягом декількох років після закінчення університет Ботсвани факультету англійської мови та історії в 1984 році.. Потім він викладав в середній школі Мманаани в 1984 році в селі Мошупа, а в 1987 році перейшов в університет Ботсвани як спеціаліст з розробки навчальних програм. В 1989 році він вступив до університету штату Флорида для отримання ступеня магістра в галузі освіти, після чого був прийнятий на роботу в ЮНІСЕФ в Ботсвані.
Масісі безуспішно домагався висунення своєї кандидатури від правлячої Демократичної партії Ботсвани (ДПБ) для обрання по виборчому округу Мошупа на загальних виборах 2004 року. Проте він домігся висунення своєї кандидатури від ДПБ по тому же округу на загальних виборах 2009 року і був обраний депутатом до Національної Асамблеї. Майже відразу його було призначено помічником міністра у справах Президента і державної адміністрації в жовтні 2009 року. В січні 2011 року його було призначено міністром у справах Президента і державної адміністрації. Масісі став міністром освіти Ботсвани як виконувач обов'язків в квітні 2014 року; був переобраний на це місце парламентом в жовтні 2014 року, і був призначений міністром освіти 28 жовтня 2014 року.
12 листопада 2014 року, Манісі був призначений президентом Яном Кхамою віцепрезидентом Ботсвани, залишаючись на посаді міністра освіти. 1 квітня 2018 року його було приведено до присяги як 5-го президента Ботсвани.